# Clussais-la-Pommeraie
Clussais-la-Pommeraie é uma comuna francesa na região administrativa da Nova Aquitânia, no departamento de Deux-Sèvres. Estende-se por uma área de 31,03 km². Em 2010 a comuna tinha 600 habitantes (densidade: 19,3 hab./km²).